# Bergkarabachkonflikt

Arzach und umgebende Staaten von 1994 bis 2020
von Arzach beherrscht, ehem. autonomes Bergkarabach
von Arzach beherrscht, außerhalb des früher autonomen Bergkarabach
von Aserbaidschan beherrscht, aber von Arzach beansprucht

Der Bergkarabachkonflikt ist ein Konflikt der Staaten Armenien und Aserbaidschan um die Region Bergkarabach im Kaukasus. Der Konflikt trat in der Moderne erstmals zur Unabhängigkeit der beiden Staaten nach 1918 auf und brach während der Endphase der Sowjetunion ab 1988 neu aus. Infolgedessen erklärte sich die vorwiegend von christlichen Armeniern bewohnte Republik Arzach (bis 2017 Republik Bergkarabach) für unabhängig und existierte seither als De-facto-Staat. International wurde Arzach aber niemals anerkannt und blieb staatsrechtlich Teil von Aserbaidschan. Arzach konnte sich in einem bis 1994 andauernden Krieg mit armenischer Unterstützung gegen Aserbaidschan zunächst behaupten und auch Gebiete besetzen, die ihr ursprüngliches Territorium umgeben, aber nicht von ethnischen Armeniern bewohnt werden.
In einem weiteren Krieg im Jahr 2020 konnte Aserbaidschan diese Gebiete sowie Teile des Kernlandes von Bergkarabach zurückerobern, so dass nur noch ein schmaler Zugang nach Armenien verblieb (der Latschin-Korridor). Im Sommer 2023 wurde dieser Zugang von den Aseris geschlossen – mit der erkennbaren Absicht, das Land auszuhungern. Am 19. September 2023 startete Aserbaidschan dann eine erneute Militäroperation in Arzach und konnte den Widerstand rasch brechen. Am 20. September sagte die Republik Arzach zu, ihr Militär aufzulösen und Gespräche über eine Integration in Aserbaidschan zu beginnen. Am 28. September erklärten Vertreter von Arzach, die selbsternannte Republik werde zum 1. Januar 2024 aufgelöst werden. Im Verlauf von wenigen Tagen floh so gut wie die gesamte Bevölkerung nach Armenien. Kurz vor Jahresende 2023 wurde die Auflösungserklärung jedoch als ohne Rechtsgrundlage für nichtig erklärt; dessen ungeachtet kontrolliert Aserbaidschan das Gebiet jetzt vollständig. 
Ein Armenisch-aserbaidschanisches Friedensabkommen wurde im August 2025 unterzeichnet.

## Ursachen

### Vorgeschichte
Das Gebiet Bergkarabachs gehörte in der Antike abwechselnd zu den Staaten Armenien und Albania. 428 wurde es als Teil Persarmeniens eine Provinz des Sassanidenreichs und danach immer wieder Teil wechselnder Großreiche. Im frühen 4. Jahrhundert erreichte das Christentum die Region. Die ältesten Kirchen und Klöster Bergkarabachs, wie das Kloster Amaras, stammen aus dieser Zeit.
Ab dem frühen Mittelalter wurde die Region von verschiedenen armenischen Fürstenhäusern regiert, darunter im späteren Mittelalter das Fürstentum Chatschen und im 16. Jahrhundert bis 1750 die armenischen fünf Meliktümer als Vasallen der Großreiche. Im 13. Jahrhundert eroberten die Mongolen das Land, die von den turksprachigen Qara Qoyunlu und Aq Qoyunlu abgelöst wurden. Diese gaben der Region den Namen Karabach, „Schwarzer Garten“. Diese Region umfasste größtenteils das Flachland zwischen den Flüssen Kura und Araxes und war somit weit größer als das heutige Bergkarabach. Ab dem 18. Jahrhundert – zuvor war Karabach Teil Persiens – bestimmte die Rivalität zwischen dem Osmanischen Reich, Russland und Persien die Region. Als der Druck Persiens auf die armenischen Christen wuchs, stellte die Zarin Katharina II. Schutzbriefe aus und privilegierte so Armenier für Handel und später Verwaltung. Daher werfen Aserbaidschaner den Armeniern noch heute Kollaboration vor.
Infolge des Zweiten Russisch-Persischen Krieges kam Bergkarabach 1805 unter russische Herrschaft. Eine Erfassung der Bevölkerung des Khanats Karabach von 1823 zeigte, dass die meisten Dörfer in den gebirgigen Regionen, dem heutigen Bergkarabach, armenisch waren. In den Berggebieten, wo bis Anfang des 18. Jahrhunderts die armenischen fünf Fürstentümer von Karabach bestanden hatten, machten die armenischen Christen die Mehrheit der Bevölkerung aus, die muslimischen Aseris eine große Minderheit. Für das Gebiet des gesamten Karabach zwischen Kura und Aras spricht Rüdiger Kipke dagegen mit Verweis auf die statistischen Angaben der russischen Verwaltung über die Bevölkerung aus dem Jahr 1823 von insgesamt etwas mehr als 20.000 Familien, davon 4366 oder 21,7 % armenisch und der Rest muslimisch (aserbaidschanisch). Der Kaukasusexperte Johannes Rau sprach von 18.000 Armeniern, die vor den 1830er Jahren in Karabach lebten.
Unter russischer Herrschaft wurden die christlichen Armenier anfangs gegenüber den muslimischen Aserbaidschanern – in dieser Zeit von den russischen Behörden, wie viele turksprachige Ethnien, pauschal als Tataren bezeichnet – bevorzugt behandelt. Zudem wurden überwiegend Armenier als Beamte eingestellt. Die Russen förderten die Ansiedlung von christlichen Armeniern aus muslimisch beherrschten Ländern. So wanderten im 19. Jahrhundert 40.000 Armenier aus Persien und 84.000 aus dem Osmanischen Reich nach Russland ein. Karabach gehörte im Russischen Reich wechselnden Verwaltungsbezirken an, und es wurden neben Armeniern auch Russen, Ukrainer und Deutsche angesiedelt. Dabei wurden die Gebiete zumeist nach militärischen, verwaltungstechnischen und wirtschaftlichen Gesichtspunkten aufgeteilt, mit dem Ziel, die ethnisch heterogene Bevölkerung in der russischen aufgehen zu lassen. Das Gouvernement Jelisawetpol, zu dem Bergkarabach gehörte, war bis 1917 zum ethnisch und religiös heterogensten geworden.
Seit dem letzten Viertel des 19. Jahrhunderts wurden die Armenier von der russischen Verwaltung zunehmend misstrauisch betrachtet. Grund hierfür waren ihre Beziehungen ins Osmanische Reich, das weitgehende Fehlen eines armenischen Erbadels als Ansprechpartner, ihre separate monophysitischen Kirche und weil sich zwei der drei armenisch-nationalen Parteien auch sozialistische und anarchistische Programmpunkte gaben. Gleichzeitig verbesserte sich das Verhältnis zu den „Tataren“. 1903 planten regionale Behörden unter Vizekönig Grigori Golizyn sogar zeitweilig die komplette Enteignung der armenischen Kirche; 1905 förderte der Gouverneur von Baku, Michail Nakaschidse, wahrscheinlich tatarische Pogrome gegen Armenier, um von der Revolution in Russland 1905 abzulenken.
Nach dem Völkermord der Türken an den Armeniern 1915/1916 im Osmanischen Reich kam es erneut zu einer Einwanderungswelle nach Bergkarabach und zu immer stärkeren Konflikten zwischen ländlichen Aserbaidschanern und urbanisierten Armeniern. Dies wurde durch die entstehende Land- und Wasserknappheit in der Region verstärkt. Die unterschiedlichen Sitten, wie Blutrache und Sippenhaftung bei einem Teil der Aserbaidschaner – aber auch bei einer Minderheit der Armenier – und deren Nähe zu den Türken, vor denen viele Armenier geflohen waren, verstärkten das gegenseitige Misstrauen. Bereits 1896 bis 1905/1906 hatten diese Konflikte in kriegerischen Auseinandersetzungen zwischen den Ethnien gegipfelt. Im März 1918 kam es zu Pogromen gegen Aserbaidschaner, worauf antiarmenische Pogrome im September 1918 in Baku und 1920 in Schuscha folgten, denen mehr als 30.000 Armenier zum Opfer fielen.

### Konflikte zwischen Armeniern und Aseris
Die in der Armenischen Sowjetrepublik lebenden Aseri machten 1988 mit 5 % der Bevölkerung die größte Minderheit aus. Sie waren traditionell in der Landwirtschaft und im Lebensmittelhandel tätig und hatten daher großen Einfluss auf dem Grünen Basar. Dies führte insbesondere bei Lebensmittelknappheit zu Missgunst gegenüber der aserbaidschanischen Minderheit. Die Orientalistin Eva-Maria Auch nennt außerdem verschiedene Staatentraditionen, historische Erfahrungen mit dem Osmanischen Reich und der Türkei sowie Russland und insbesondere die russische und sowjetische Nationalitätenpolitik als Ursachen des Konflikts zwischen Armeniern und Aserbaidschanern.

## Entwicklung

### Konflikt 1918 bis 1923

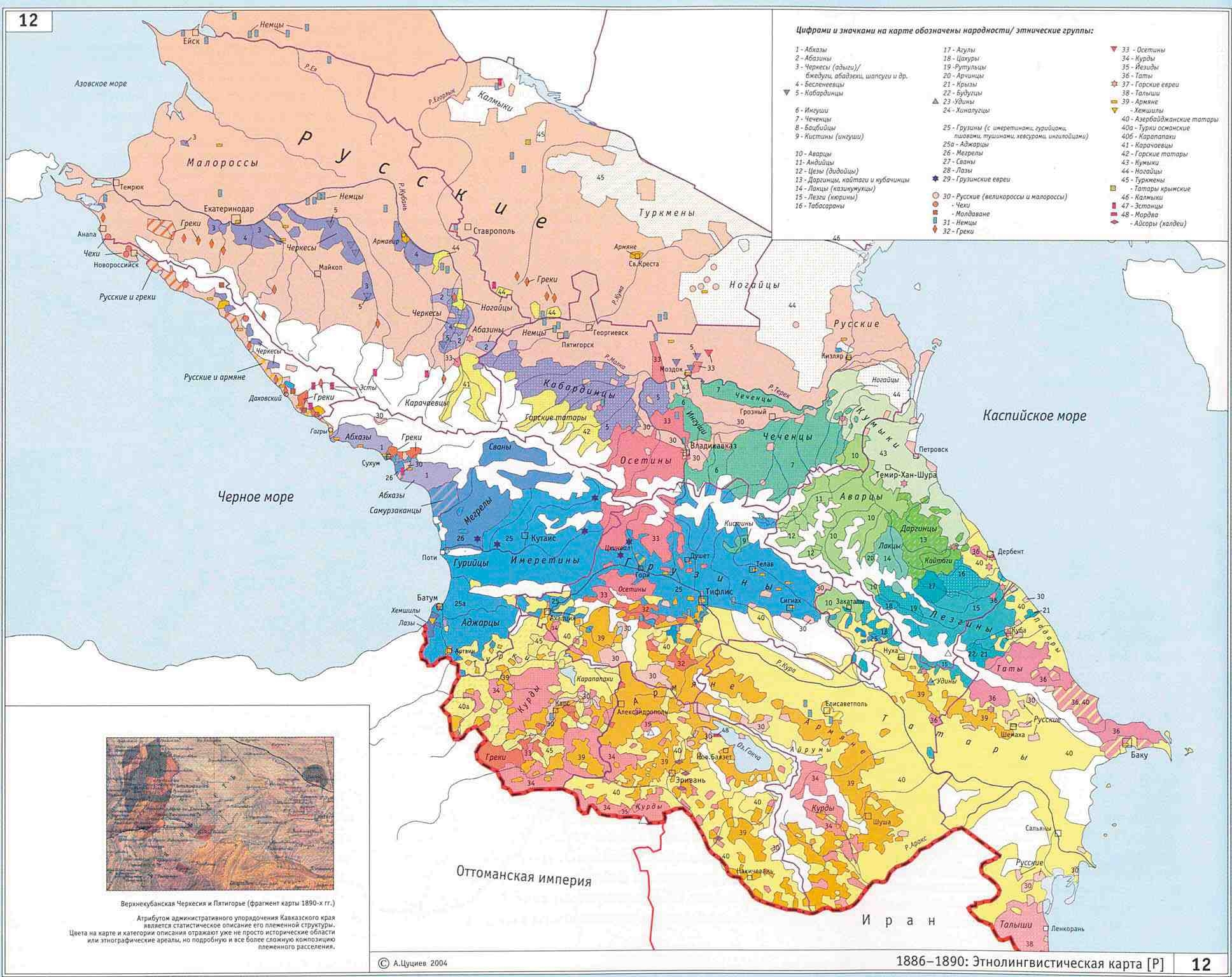
Ethnische Mehrheitsgebiete nach der Volkszählung 1886. 39 (orange): Armenier; 40 (gelb): Aserbaidschaner und Türken; 34 (rot): muslimische Kurden. Die ethnisch gemischte Lage von Kars über Nachitschewan und Südarmenien (Sangesur) bis Karabach führte 1918–1920 zu erbitterten Konflikten zwischen Armenien und Aserbaidschan, die beide diese Regionen beanspruchten.

Im Jahr 1918 erklärte sich zunächst die Transkaukasische Demokratisch-Föderative Republik im Südkaukasus für unabhängig. Transkaukasien existierte jedoch nur für kurze Zeit, bis im selben Jahr die drei Staaten Armenien, Aserbaidschan und Georgien unabhängig wurden. Nun erhoben Armenien und Aserbaidschan Anspruch auf Bergkarabach. Armenien begründete dies mit dem geografischen und ethnischen Gegensatz zu Unterkarabach, Aserbaidschan mit der Untrennbarkeit des geografischen Raumes und den in Bergkarabach gelegenen Sommerwiesen der muslimischen Nomaden. Nach blutigen Auseinandersetzungen von beiden Seiten, bei denen Aserbaidschan von der Türkei und Großbritannien unterstützt wurde, kam es am 22. August 1919 zur Unterzeichnung eines Provisorischen Abkommens, das Aserbaidschan ganz Karabach zugestand, unter der Bedingung einer kulturellen und administrativen Autonomie für die Armenier.
Im April 1920 eroberte die Rote Armee den ganzen Kaukasus, woraufhin Transkaukasien wiederbelebt wurde, allerdings als Transkaukasische SSR. In kurzer Zeit wurden die Grenzen für die drei autonomen Teile der SSR gezogen. Am 4. Juli 1921 entschied das Kavbiuro von Bergkarabach, Bergkarabach an die Armenische SSR abzutreten; einen Tag später hingegen zog das Komitee diese Entscheidung zurück und stimmte dafür, die Region an die Aserbaidschanische SSR abzutreten. Im Dezember 1921 verkündete Stalin den Verzicht Armeniens auf Bergkarabach, Nachitschewan und Sangesur. Dennoch kam es zu militärischen Aktivitäten der Daschnaken in der Region, die in Sjunik die Republik Bergarmenien ausriefen. In dem Vertrag von Moskau vom 16. März 1921, an dem auch die Türkei beteiligt war, kam es zu einem Kompromiss: Die sowjetische Seite trat die Provinzen Kars, Ardahan und den Ujesd Surmalu (um das heutige Dorf Sürmeli, Landkreis Tuzluca) an die Türkei ab, Nachitschewan wurde autonome Republik in Aserbaidschan, und Bergkarabach (mit einem armenischen Bevölkerungsanteil von 94 % im Jahr 1923) blieb bis zu einer Volksabstimmung Teil Aserbaidschans. Die Beweggründe der Bolschewiki für die Zugeständnisse an die Türkei sind bis heute umstritten; möglicherweise sollten so die Beziehungen mit der Türkei und Mustafa Kemal Atatürk gestärkt werden. Bergkarabach wurde am 7. Juli 1923 per Dekret ein Autonomes Gebiet der Aserbaidschanischen SSR. Die Armenier, als überwiegende Mehrheit der Bevölkerung, waren mit dieser Entscheidung unzufrieden.

### Erneuter Ausbruch des Konflikts nach 1985
Nach Stalins Tod nahm die Unzufriedenheit der Armenier zu. Im Jahr 1963 unterzeichneten rund 2.500 Armenier aus Bergkarabach eine Petition, in der sie forderten, Karabach unter armenische Kontrolle zu stellen oder an die Russische SSR zu übergeben. Im selben Jahr kam es in Xankəndi zu gewaltsamen Zusammenstößen, bei denen 18 Armenier starben. Im Jahr 1965 und 1977 kam es in Jerewan zu großen Demonstrationen, bei denen Protestierende die Vereinigung Bergkarabachs mit Armenien forderten.
Bis 1985 wurde von Armeniern in Bergkarabach bereits in drei Memoranden 1962, 1965 und 1967 auf eine nur eingeschränkte Autonomie hingewiesen und der Anschluss an Armenien gefordert. 1986/1987 kam es zu einem weiteren Memorandum, Aserbaidschan reagierte darauf mit einem Hinweis auf die in Armenien lebenden Aserbaidschaner, die keinerlei Sonderrechte besäßen. 1989 waren von den etwa 188.000 Menschen in Bergkarabach 73,5 % armenischer Herkunft, 25,3 % Aserbaidschaner. 1987 und 1988 drängten Delegationen aus Bergkarabach auf eine Lösung des Konflikts in Moskau, und ab dem 12. Februar 1988 kam es zu Demonstrationen in Stepanakert, später auch in anderen Teilen Bergkarabachs und Armeniens. Bis zum 18. Februar wurden nach Behördenangaben 4.000 Aseris aus Armenien vertrieben. Bald darauf sprach sich eine Versammlung von Volksvertretern Karabachs für den Anschluss an Armenien aus, und der russische Sekretär des Generalparteikomitees wurde durch den Armenier Genrich Poghosjan ersetzt.
Nachdem aserbaidschanische Flüchtlinge Ende Februar in der Stadt Sumqayıt (Sumgait) bei Baku von blutigen Ausschreitungen in Bergkarabach berichteten, kam es zu einem Pogrom gegen dort lebende Armenier, bei dem 26 Armenier und sechs Aseris ums Leben kamen. Da die Sicherheitsorgane nicht eingriffen, riefen beide Seiten zum Selbstschutz auf. Im März 1988 beschloss das ZK der KPdSU ein Wirtschafts- und Sozialprogramm für Bergkarabach, eine Grenzrevision wurde abgelehnt. In den folgenden Monaten wurden weiter Aseris aus Armenien vertrieben, es kam zu weiteren Ausschreitungen und Streiks und die ZK-Sekretäre beider Republiken wurden abgesetzt. Am 12. Juli beschloss der Karabacher Gebietssowjet die Umbenennung in Autonomes Gebiet Arzach und den Austritt aus Aserbaidschan. Daraufhin verhängte Aserbaidschan eine Verkehrsblockade und wurde dabei vom Obersten Sowjet der UdSSR unterstützt, der mit Arkadi Wolski einen Sonderbeauftragten in das Gebiet entsandte.
Am 21. September 1988 wurde über Ağdam und Stepanakert der Ausnahmezustand verhängt und Bergkarabach zum Sondergebiet erklärt. Vom 17. November bis zum 5. Dezember fand in Baku ein pausenloses Meeting statt, über 200 Betriebsgruppen wurden geschaffen zur Unterstützung der aserbaidschanischen Volksfront (NFA), einer oppositionellen Bewegung. Als das Militär den Leninplatz räumte, kam es zu drei Todesopfern. In der Stadt Kirowabad (heute Gəncə) kam es im November 1988 erneut zu einem Pogrom gegen dort lebende Armenier, bei dem Berichten zufolge über 130 Armenier getötet und über 200 verwundet wurden. Am 12. Januar 1989 wurde Bergkarabach einem Sonderkomitee und damit der sowjetischen Zentrale direkt unterstellt und die regionalen Behörden suspendiert. Ab Januar flüchteten Armenier aus Aserbaidschan. Bis September kam es zu Demonstrationen und Streiks durch die NFA, die neben der Kontrolle über Bergkarabach für Aserbaidschan eine Beteiligung an der Regierung und den Rückzug der sowjetischen Armee forderte. Als sie erstmals am Obersten Sowjet Aserbaidschans teilnahm, wurde Bergkarabach per Gesetzesbeschluss als Teil Aserbaidschans festgelegt. Grenzänderungen können nur mittels eines Referendums erfolgen, das seit 1923 aussteht. Bis September 1989 sind 180.000 Armenier aus Aserbaidschan und etwa 100.000 Aseri aus Armenien geflohen. Der Oberste Sowjet Armeniens appellierte an Moskau, die Wirtschaftsblockade Aserbaidschans zu beenden, die bis September 1989 150 Millionen Rubel Schaden verursacht hat. Am 25. September übernahm das sowjetische Innenministerium die Aufgaben der zivilen Behörden in Bergkarabach. Am 5. Oktober übernahm die Sowjetarmee die Kontrolle über die Transportwege zwischen Armenien und Aserbaidschan.
Am 29. November 1989 wurde die Sonderverwaltung Bergkarabachs aufgehoben, woraufhin es zu erneuten Demonstrationen mit Todesopfern kam. Im Dezember und Januar kam es zu Übergriffen an den Grenzen der Autonomen Republik Nachitschewan zum Iran und der Türkei, ein Vereinigtes Aserbaidschan wurde gefordert. Nach Zusagen der Regierung zu Reiseerleichterungen und Landnutzung in Grenznähe beruhigte sich die Lage. Nachdem der Oberste Sowjet Armeniens und der Nationalrat von Bergkarabach am 1. Dezember 1989 die Vereinigung von Karabach mit Armenien erklärt hatten, folgten Proteste von aserbaidschanischer Seite, und am 13. und 14. Januar 1990 kam es zu Pogromen gegen Armenier in Baku, Xanlar, Schahumjan und Lənkəran mit mehr als 90 Todesopfern. Am 15. Januar wurde über Karabach und angrenzende Gebiete das Kriegsrecht verhängt. Nach Ausrufung eines Generalstreiks in Baku rollten zum 20. Januar sowjetische Panzer in die Stadt, es kam zu 150 Todesopfern, und der Ausnahmezustand wurde verhängt. Daraufhin protestierten Nachitschewan und der Oberste Sowjet Aserbaidschans. Russische und armenische Familien flohen aus Baku; bis zu diesem Zeitpunkt flohen insgesamt 500.000 Menschen. Bis August kam es zu weiteren Übergriffen auf armenische und aserbaidschanische Dörfer, vorrangig durch paramilitärische Verbände. In Aserbaidschan erstarkten die OMON, Milizen des Innenministeriums, denen viele Flüchtlinge aus Armenien beitraten.

### Operation Ring und Unabhängigkeitserklärung 1991
Nach der Unabhängigkeitserklärung Armeniens und Aserbaidschans erklärte Bergkarabach als Republik Bergkarabach am 3. September 1991 seine Unabhängigkeit, aber es kam weiterhin zu Übergriffen in den Grenzgebieten. Im November 1991 scheiterte ein Vermittlungsversuch Russlands und Kasachstans zwischen Armenien und Aserbaidschan. Am 26. November hob Aserbaidschan die Autonomie Bergkarabachs auf und teilte das Autonome Gebiet in die Bezirke Kälbädschär (teilweise außerhalb Bergkarabachs liegend), Schuschi, Tärtär, Chankändi, Chodschali und Chodschavänd auf. Die Blockade der Energieversorgung Armeniens wurde aufrechterhalten.

### Krieg 1992 bis 1994
Anfang des Jahres 1992 kam es zu weiteren Massenmorden in aserbaidschanischen und armenischen Dörfern. Ein im Februar vom aserbaidschanischen Präsidenten Ayaz Mütəllibov vorgelegter Friedensplan, der den Rückzug aller Truppen und eine kulturelle Autonomie für Bergkarabach vorsah, wurde nicht mehr verhandelt, nachdem in der Nacht vom 26. zum 27. Februar das Dorf Xocalı unter unklaren Umständen armenischen Freischärlern überlassen worden war und mehrere hundert Menschen ermordet wurden. Nach diesem in Aserbaidschan so genannten Massaker von Chodschali kam es in Aserbaidschan zu einer Neubildung der Regierung. Am 10. April 1992 folgte das Massaker von Maraga, bei dem aserbaidschanische Streitkräfte das Dorf Maraga angriffen und mindestens 45 Armenier ermordeten sowie bis zu 100 Frauen und Kinder entführten.
Im März 1992 drangen armenische Freischärler in große Teile Bergkarabachs ein und rückten auch auf aserbaidschanisches Gebiet außerhalb der umstrittenen Region vor, so wurde die Stadt Ağdam unter Beschuss genommen. Daraufhin wurde in Aserbaidschan eine eigene Armee aufgebaut und in der Türkei und anderen muslimischen Staaten Verbündete gesucht. Zu den Unterstützern der Aserbaidschaner gehörte eine tschetschenische Einheit unter Schamil Salmanowitsch Bassajew. Şuşa war der wichtigste Stützpunkt der Aserbaidschaner: Von hier aus wurde das tiefer gelegene Stepanakert wirkungsvoll unter Beschuss genommen. Doch auch Bassajews Truppe konnte nicht verhindern, dass am 8. und 9. Mai 1992 armenische Verbände mit Şuşa die letzte Stadt Bergkarabachs einnahmen. Bassajew war einer der letzten, der die Stellung vor dem Fall der Stadt verließ. Danach kam es zur Gründung der karabachischen Armee aus Milizen-Verbänden. Am 18. Mai nahmen die Armenier die Stadt Laçın und damit die Verbindungsstraße zwischen Armenien und Bergkarabach ein. Im Juni folgte eine Offensive der aserbaidschanischen Armee von Goranboy aus, bei der nördliche Teile Bergkarabachs besetzt wurden. Im Winter wurden wegen der schlechten Versorgungslage und der geographischen Lage die Kämpfe weitgehend eingestellt.
Nach Angriffen der aserbaidschanischen Armee im März 1993 auf Bergkarabach vom Rayon Kəlbəcər, der zwischen Armenien und Bergkarabach liegt, griff die armenische Armee ein und der Bezirk wurde bis zum 3. April von der armenischen Armee und der karabachischen Armee besetzt. Durch Offensiven der beiden Armeen konnten von April bis August 1993 die Bezirke Ağdam, Füzuli, Cəbrayıl und Qubadlı besetzt werden. Bis Oktober war der Bezirk Zəngilan eingenommen. Unter dem Druck der militärischen Niederlagen sowie wirtschaftlicher und innenpolitischer Probleme wurde im Juni 1993 die aserbaidschanische Regierung unter Əbülfəz Elçibəy in einem Staatsstreich gestürzt und Heydər Əliyev wurde neuer Präsident.
Am 12. Mai 1994 trat ein Waffenstillstandsabkommen in Kraft. Im Verlauf des Krieges konnten die Truppen der Republik Bergkarabach gemeinsam mit der armenischen Armee große Teile des von Bergkarabach beanspruchten Gebiets unter ihre Kontrolle bringen. Außerdem besetzten sie den größten Teil der aserbaidschanischen Bezirke Ağdam, Cəbrayıl, Füzuli, Kəlbəcər, Laçın, Qubadlı und Zəngilan außerhalb des früheren Autonomen Gebiets Bergkarabach. Im Krieg und den vorhergehenden Auseinandersetzungen starben zwischen 25.000 und 50.000 Menschen, über 1,1 Millionen wurden auf beiden Seiten aus Armenien, Bergkarabach und dem Rest Aserbaidschans vertrieben.

### Verhandlungen und Gewaltausbrüche 1994 bis 2020
Die im März 1992 gegründete Minsker Gruppe mit 13 Teilnehmerstaaten beobachtete den Konflikt, konnte jedoch nicht vermitteln. Vertreter der Republik Bergkarabach blieben von der Gruppe ausgeschlossen. Im Jahr 1993 verabschiedete die UNO vier Resolutionen (Nr. 822, 853, 874, 884) zum Konflikt, die jedoch ohne Wirkung blieben. Im September 1993 brach wegen des Konflikts die Türkei ihre diplomatischen Beziehungen mit Armenien ab und schloss die gemeinsame Grenze. Die armenisch-türkischen Beziehungen konnten sich auch durch diesen Konflikt nicht normalisieren.

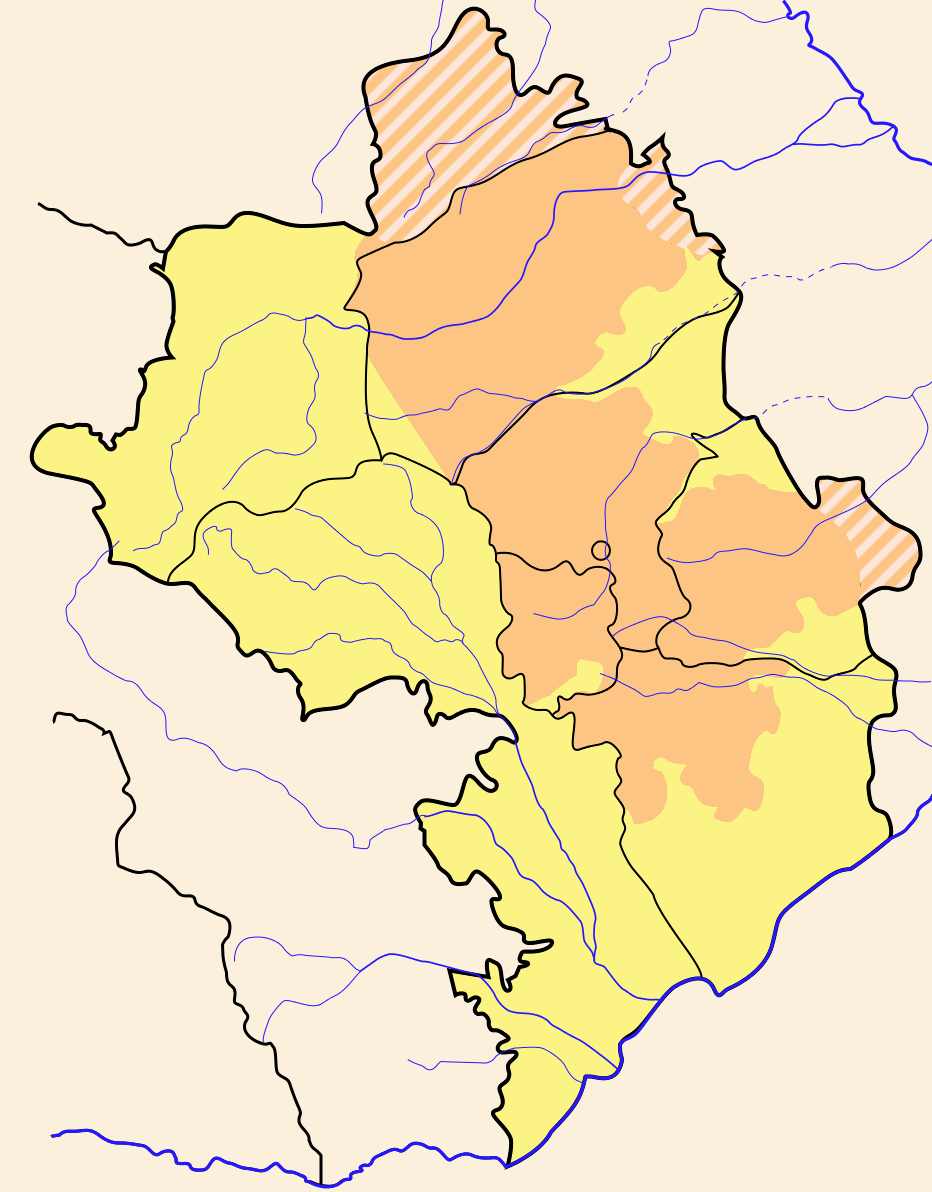
Situation nach 1994
Bergkarabach, wie es sich 1991 für unabhängig erklärt hatte
1. FFC583#FBF485#FFC583#FBF485 Von Bergkarabach beanspruchte Gebiete unter aserbaidschanischer Kontrolle
Andere besetzte Gebiete Aserbaidschans

Nach dem Waffenstillstand kam es lange Zeit nicht zu Verhandlungen. Aserbaidschan bestand weiter auf der Rückgabe Bergkarabachs und Armenien auf dessen Unabhängigkeit von Aserbaidschan. Laut Armeniens ehemaligem Präsidenten Ter-Petrosjan wäre der Bergkarabachkonflikt 1997 durch die Übergabe bestimmter Gebiete an Aserbaidschan gelöst worden. Es hätte ein Friedensabkommen geschlossen und ein autonomer Status für Bergkarabach festgelegt werden können. Ter-Petrosjan sagte auch Jahre später, dass die De-facto-Regierung Bergkarabachs maximalistisch sei und denken würde, dass sie mehr bekommen könnte. Die meisten Vorschläge wurden von den Armeniern abgelehnt, da sie dies als eine Angelegenheit betrachten, die nicht verhandelbar sei. Deswegen warnt Aserbaidschan, das Land sei bereit, seine Gebiete durch Krieg zu befreien, ziehe es aber immer noch vor, das Problem friedlich zu lösen. Am 30. März 1998 wurde Robert Kotscharjan zum Präsidenten gewählt und lehnte weiterhin Forderungen nach einer Lösung des Konflikts ab. Im Jahr 2001 trafen sich Kotscharjan und Əliyev in Key West in Florida zu Friedensgesprächen, die von der OSZE gefördert wurden. Während sich mehrere westliche Diplomaten optimistisch äußerten, wurde die Hoffnung auf eine friedliche Lösung zunichtegemacht, weil die Bevölkerung beider Länder nicht auf einen Kompromiss vorbereitet wäre. Regelmäßig versuchte die OSZE, zwischen Armenien und Aserbaidschan zu vermitteln. Dabei schlug die OSZE einen gemeinsamen Staat von Aserbaidschan und Bergkarabach vor, in dem die umstrittene Region der Regierung in Baku nicht mehr unterstellt ist.
1999 kam es infolge des Kosovo-Kriegs erneut zu Spannungen, da Armenien seine Position gestärkt sah und mit Krieg drohte. Der Bevölkerung von Bergkarabach sei wie der des Kosovo nach dem Selbstbestimmungsrecht ein Austritt aus Aserbaidschan zuzuerkennen. In einem möglichen Krieg erhoffte sich Armenien Hilfe aus Russland, das dieses zuvor mit aufgerüstet hatte, und Aserbaidschan von der Türkei und der NATO, der nach der armenischen Drohung Angebote zur Nutzung einer aserbaidschanischen Luftwaffenbasis gemacht wurden.

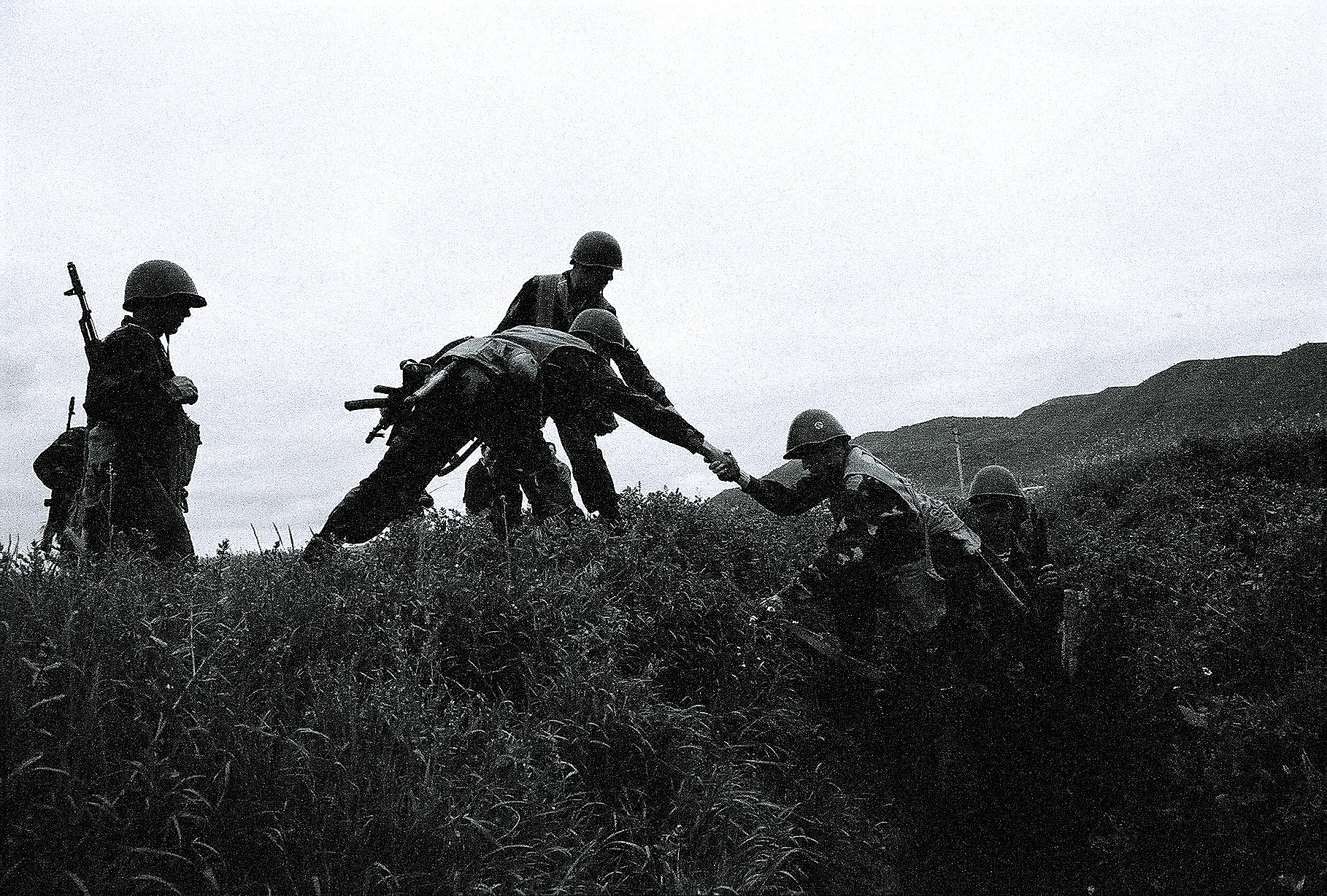
Soldaten der Streitkräfte Bergkarabachs nahe Ağdam 2004

Nach dem Jahr 2000 kam es zu einer Annäherung der beiden Länder und die Bereitschaft zu einer Lösung wurde von beiden Seiten betont, aber beide Seiten verharrten auf ihren Positionen. Währenddessen erholte sich die Wirtschaft in Karabach vom Krieg, vor allem mit Investitionen durch die niedrigen Steuern und Spenden von in Europa und Amerika lebenden Armeniern.
Die Republik Arzach konnte sich nach innen stabilisieren und ein bescheidener Tourismus entwickelte sich. Die 140.000 Einwohner sind fast ausschließlich ethnische Armenier. 20.000 Soldaten der armenischen Armee halten die Waffenstillstandslinie zu Aserbaidschan. Aserbaidschans Präsident İlham Əliyev erhöhte regelmäßig seine Militärausgaben und betonte, die territoriale Einheit des Landes wiederherstellen zu wollen. Immer wieder kommt es zu Grenzkonflikten und Zusammenstößen von aserbaidschanischer und armenischer Seite.
Am 25. Januar 2005 verabschiedete die Parlamentarische Versammlung des Europarates (PACE) eine umstrittene, unverbindliche Resolution, Resolution 1416, in der die „groß angelegte ethnische Vertreibung und die Schaffung monoethnischer Gebiete“ kritisiert und erklärt wurde, dass armenische Truppen aserbaidschanische Gebiete besetzten. Die Versammlung erinnerte Armenien daran, dass die Besetzung eines fremden Landes durch einen Mitgliedstaat einen schwerwiegenden Verstoß gegen die Verpflichtungen darstellt, die dieser Staat als Mitglied des Europarats eingegangen ist, und bekräftigte erneut das Recht der Vertriebenen, sicher in ihre Heimat zurückzukehren.
Im Juli 2007 drohte der aserbaidschanische Präsident Əliyev mit der eigenen militärischen Stärke und einem erneuten Krieg, wenn Armenien Bergkarabach nicht freiwillig räume. In Jerewan kritisierte man die kompromisslose Haltung Bakus und sprach davon, dass es keine Alternative zu einer friedlichen Lösung gebe. Jedoch kam es zur gleichen Zeit erstmals zu Verhandlungen zwischen beiden Seiten, auch zwischen Aserbaidschan und Bergkarabach. Die Drohungen von Präsident Əliyev wurden teils als innenpolitische Manöver bezeichnet und Mitglieder der Verhandlungsdelegationen sahen keine Möglichkeit einer militärischen Lösung des Konflikts. Im Zusammenhang mit den Verhandlungen zum zukünftigen Status des Kosovos drohte die russische Seite im Sommer 2007 damit, dass bei einer Nicht-Berücksichtigung seiner Interessen in dieser Frage eine Antwort in den Republiken Transnistrien, Abchasien, Südossetien und Bergkarabach folgen würde. Im Zuge der Verhandlungen legte die Minsker Gruppe einen Lösungsvorschlag vor. Armenien solle sich aus den besetzten Gebieten außerhalb Bergkarabachs zurückziehen, die Rückkehr von Aserbaidschanern erlauben, Friedenstruppen sollten stationiert und Wiederaufbauhilfe geleistet sowie später ein Referendum über den Status Bergkarabachs durchgeführt werden. Während des Gipfeltreffens der Organisation der Islamischen Konferenz (OIC) und der Sitzung ihres Außenministerrates verabschiedeten die Mitgliedstaaten am 14. März 2008 die OIC-Resolution Nr. 10/11. Die Resolution verurteilte die Aggression Armeniens gegen Aserbaidschan und forderte die sofortige Umsetzung der Resolutionen 822, 853, 874 und 884 des UN-Sicherheitsrates. Als Reaktion darauf erklärten armenische Führer, Aserbaidschan würde „den Islam ausnutzen, um mehr internationale Unterstützung zu gewinnen“.

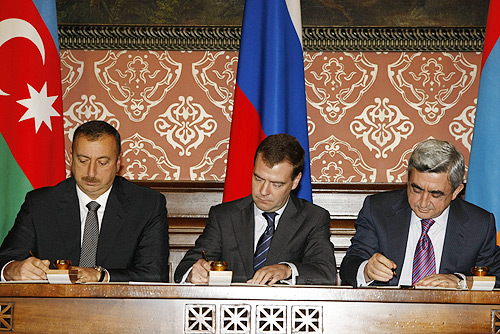
Unterzeichnung der Erklärung durch die drei Präsidenten (2008)

Am 4. März 2008 kam es zu den bis dahin schwersten Auseinandersetzungen an der Waffenstillstandslinie seit 1994. Dabei wurden bis zu zwölf armenische und acht aserbaidschanische Soldaten getötet. Im Rahmen des informellen GUS-Gipfels in Sankt Petersburg 2008 trafen sich am 6. Juni 2008 die Präsidenten Aserbaidschans, İlham Əliyev, und Armeniens, Sersch Sargsjan. Nach weiterer Vermittlung des russischen Präsidenten Dmitri Medwedew kam es am 2. November 2008 in Moskau zu einer Erklärung der Präsidenten beider Staaten, dass sie den Konflikt friedlich und nach internationalem Recht lösen werden. Weitere Treffen waren geplant, um eine politische Lösung zu erarbeiten. Russland bot dabei an, für eine bei den Verhandlungen zustande kommende Kompromisslösung als Garant aufzutreten. Die bis 2011 stattgefundenen Verhandlungen brachten jedoch keinen Erfolg, nach dem letzten Treffen der Präsidenten in Kasan im Juli 2011 wurde die Vermittlung aufgegeben.
Nach dem Scheitern der Vermittlungen begannen beide Konfliktparteien erneut, für einen Krieg aufzurüsten. Während Armenien seine militärische Zusammenarbeit mit Russland in Form gemeinsamer Übungen und Waffeneinkäufen ausweitete sowie geringere Mengen Rüstungsgüter aus anderen Ländern bezog, baute Aserbaidschan neben den traditionellen, ebenfalls ausgeweiteten Waffenlieferungen Russlands militärische Kooperationen und Lieferbeziehungen mit der Türkei, der Ukraine und insbesondere Israel auf. Letzteres lieferte 2015 bis 2019 60 % der aserbaidschanischen Waffenimporte, darunter hochmoderne Waffen wie Drohnen sowie Luft- und Raketenabwehrtechnik. Im Juli 2014 kam es dann erstmals nach den gescheiterten Verhandlungen erneut zu Gefechten. Die Konfliktparteien beschuldigten sich gegenseitig, Späh- und Sabotagekommandos über die Waffenstillstandslinie geschickt zu haben. Das aserbaidschanische Verteidigungsministerium sprach davon, dass zwei armenische und zehn aserbaidschanische Soldaten getötet wurden. Die armenische Seite berichtete von 14 getöteten aserbaidschanischen und einem getöteten armenischen Soldaten.
Zwischen dem 2. und 5. April 2016 kam es wieder zu bewaffneten Auseinandersetzungen. Nach armenischen Angaben starben dabei 92 armenische Soldaten und ein Kind, nachdem aserbaidschanische Kräfte einen Angriff mit Panzern, Artilleriebeschuss und Kampfhubschraubern begonnen hätten. Nach Angaben Aserbaidschans starben 31 aserbaidschanische Soldaten und zwei Zivilisten, nachdem armenische Kräfte mit Artillerie und Granatwerfern geschossen hätten. Es handelte sich um die schwersten Gefechte seit dem Waffenstillstand von 1994, sie führten jedoch zu keinen nennenswerten territorialen Änderungen. Laut dem armenischen Präsidenten Sargsyan verlor die armenische Seite ca. 800 Hektar. Aserbaidschans Präsident Əliyev erklärte, Aserbaidschan habe 2000 Hektar zurückerobert. Der russische Verteidigungsminister Schoigu telefonierte mit seinen aserbaidschanischen und armenischen Amtskollegen und forderte beide zur Deeskalation auf. Ein Sprecher der OSZE äußerte ebenfalls gravierende Besorgnis über die Verletzung des Waffenstillstandes. Der türkische Präsident Recep Erdoğan sicherte daraufhin Aserbaidschan die Unterstützung der Türkei zu: Wir werden Aserbaidschan bis zum Ende unterstützen. Russlands Premierminister Dmitri Medwedew zeigte sich in einem Interview zwar besorgt über den jüngsten Gewaltausbruch, verteidigte jedoch russische Waffenlieferungen an beide Konfliktparteien. „Wenn wir keine Waffen liefern, würden andere Verkäufer diesen Platz einnehmen“.
Im Sommer 2017 kam es zu einem Angriff von Aserbaidschan auf eine armenische Stellung mittels einer Kamikaze-Drohne.

### Erneuter Krieg 2020

Gebietsverluste (in Grüntönen) Arzachs durch den Krieg 2020

Im Juli 2020 brachen Kämpfe zwischen den Streitkräften von Armenien und Aserbaidschan aus, die an der Grenze zwischen beiden Staaten nördlich von Bergkarabach, zwischen Tovuz und Tawusch, stattfanden. Dabei kam es zu Toten und Verletzten auf beiden Seiten, darunter auch Zivilisten. In den folgenden Wochen kam es zu weiteren Gefechten, auch an der Waffenstillstandslinie in Bergkarabach.
Am 27. September 2020 eskalierten die Kampfhandlungen in einem groß angelegten Angriff Aserbaidschans auf Arzach von Südosten und Norden her. Die Gefechte entwickelten sich zu einem Krieg, in dem Aserbaidschan die Oberhand behalten konnte. Auf Seite Aserbaidschans kämpften nach Angabe mehrerer Beobachter neben eigenen Soldaten auch durch den türkischen Verbündeten bereitgestellte Söldner aus Syrien und Libyen. Als kriegsentscheidend galt insbesondere auch der systematische Einsatz von Drohnen durch die Truppen Aserbaidschans, durch die zahlreiche armenische Panzer zerstört wurden. Im Zuge seiner Offensiven konnte Aserbaidschan etwa ein Drittel des Territoriums von Arzach unter seine Kontrolle bringen, ehe am 9. November 2020 nach der Einnahme von Şuşa ein Waffenstillstand unterzeichnet wurde.
Entsprechend dem unter Vermittlung Russlands entstandenen Waffenstillstandsabkommen im Bergkarabachkrieg 2020 erfolgte der Abzug armenischer Truppen aus einem weiteren Drittel des bis 2020 von Arzach gehaltenen Gebiets sowie die Stationierung russischer Friedenstruppen zur Überwachung der Kontaktlinie zwischen den Konfliktparteien und des Latschin-Korridors, der Armenien weiterhin mit dem Rest Arzachs verband. Die deutliche Niederlage Armeniens, die mit dem Waffenstillstand begonnene Stationierung russischer Truppen und der mit dem Vorteil Aserbaidschans möglicherweise zunehmende Einfluss der verbündeten Türkei stellten eine Zäsur für die geopolitische Situation der Region dar. Die von beiden Seiten erzwungenen Zugeständnisse schienen wiederum eine Stabilisierung in dem über Jahrzehnte gärenden Konflikt zu ermöglichen.
Im Zuge des Krieges, in dem auch frontnahe Orte in Aserbaidschan, Arzach und Armenien bombardiert wurden, kamen insgesamt mindestens 9000 Menschen ums Leben, darunter vorrangig Soldaten der beiden Konfliktparteien. Zudem warfen sich beide Kriegsparteien Kriegsverbrechen, wie den gezielten Beschuss ziviler Einrichtungen und den Einsatz von Streubomben, sowie die Zerstörung von Kulturgütern vor. Etwa 100.000 Menschen flohen während des Krieges aus Arzach. Über ein Drittel davon kehrten nach Abschluss des Waffenstillstands zurück, während andere aus den an Aserbaidschan übergebenen Gebieten flohen. Aserbaidschan begann wiederum, die Rückkehr von Landsleuten nach Bergkarabach vorzubereiten, die in den 1990er Jahren nach dem Militäreinsatz Armeniens von dort geflohen waren oder vertrieben wurden.

### Konflikt um Bergkarabach und die Staatsgrenze nach dem Krieg 2020
Auch nach Abschluss des Waffenstillstands kam es wiederholt zu Zusammenstößen und Schusswechseln zwischen aserbaidschanischen und armenischen Einheiten, sowohl an der Waffenstillstandslinie als auch an der neuen und alten, international anerkannten Staatsgrenze. Im Mai 2021 eskalierten diese zum Armenisch-aserbaidschanischen Grenzkonflikt, der sich nun an der Staatsgrenze und auch außerhalb der Region Bergkarabach abspielt. Der britische Konfliktforscher Laurence Broers von der Londoner Denkfabrik Chatham House bezeichnete die Situation als einen „Zustand der kontrollierten Instabilität“. Immer wieder flammten sowohl im Grenzkonflikt als auch in Bergkarabach Gefechte auf, es gab Todesfälle durch Schusswechsel an der Grenze.
Obwohl Aserbaidschan im Waffenstillstandsabkommen von 2020 einen freien Personen- und Güterverkehr zwischen Armenien und Arzach über den Latschin-Korridor zugesichert hatte, begann von aserbaidschanischer Seite im Dezember 2022 eine Blockade des Korridors. Sie wurde bis Sommer 2023 immer wieder verschärft, sodass schließlich nicht einmal mehr Hilfsgüter oder medizinische Notfalltransporte durchgelassen wurden und es in Arzach zu einer ernsthaften Versorgungskrise kam. Luis Moreno Ocampo, ehemaliger Chefankläger des Internationalen Strafgerichtshofs in Den Haag, sah Anzeichen für einen von Aserbaidschans Präsidenten Əliyev geplanten Genozid an der armenischen Bevölkerung Arzachs durch eine bewusst herbeigeführte Hungersnot. Armeniens wichtigster Verbündeter, Russland, war derweil durch seinen im Februar 2022 begonnenen Krieg gegen die Ukraine abgelenkt.

### Rückeroberung Bergkarabachs durch Aserbaidschan 2023
Am 19. September 2023 begann eine neue Offensive Aserbaidschans gegen Arzach. Das aserbaidschanische Verteidigungsministerium sprach von „lokalen Anti-Terror-Maßnahmen“, die dazu dienen sollten, „die verfassungsmäßige Ordnung wiederherzustellen“. Die Vertretung von Arzach in Armenien sprach hingegen von einer groß angelegten Militäroffensive und berichtete von Beschuss der Hauptstadt Stepanakert und weiterer Städte. Im Vorfeld der Offensive hatte Aserbaidschan über mehrere Wochen hinweg Truppen und militärisches Gerät an der Grenze zu Arzach zusammengezogen. Am 20. September sagte die militärisch weit unterlegene Republik Arzach zu, ihre Regierung, internationale Vertretungen und ihr Militär aufzulösen und Gespräche über eine Integration nach Aserbaidschan zu beginnen, um eine Waffenruhe zu erreichen. Das russische Verteidigungsministerium meldete zudem den Tod mehrerer Soldaten der russischen Friedenstruppen. Bei der Militäroperation fanden auf beiden Seiten zusammen über 400 Soldaten den Tod. 42.500 Menschen, überwiegend Frauen, Kinder und Alte, flüchteten bis zum 27. September 2023 aus Bergkarabach nach Armenien. Der seit Dezember 2022 geschlossene Latschin-Korridor wurde dafür zeitweilig geöffnet, die Flüchtlinge kamen in der Stadt Goris an. Am 25. September wurde gemeldet, dass 68 Menschen starben, die sich um Treibstoff angestellt hatten, als es zu einer Explosion und einem Brand an einer Tankstelle bei einem Treibstofflager kam. Bis Ende des Monats hatten rund 100.000 ethnische Armenier Bergkarabach verlassen.

### Friedensabkommen 2025
Nach der Räumung Bergkarabachs durch Armenien kam es weiterhin zu Grenzkonflikten zwischen beiden Ländern. Der aserbaidschanische Präsident İlham Əliyev stellte Ansprüche auf Gebiete in Armenien, um einen Korridor zur Enklave Nachitschewan herzustellen. Anfang 2024 einigten sich die Konfliktparteien auf eine Grenzziehung gemäß der Erklärung von Alma-Ata, womit Armenien die Aserbaidschanische Hoheit über Bergkarabach anerkannte. Am 13. März 2025 wurde bekannt gegeben, dass sich beide Parteien über alle Bedingungen des Friedensabkommens geeinigt hatten. Im August 2025 wurde ein Armenisch-aserbaidschanisches Friedensabkommen im Weißen Haus unter Vermittlung der Vereinigten Staaten unterzeichnet. Armenien und Aserbaidschan verpflichteten sich, die Kampfhandlungen einzustellen, die territoriale Integrität des jeweils anderen zu respektieren und diplomatische Beziehungen miteinander aufzunehmen. Beide Länder unterzeichneten Abkommen zur Stärkung ihrer wirtschaftlichen Beziehungen mit den USA, die als Garantiemacht für den Handel im Sangesur-Korridor auftritt.

## Positionen zum Konflikt

### Armenien und Bergkarabach
Armenien warf bereits zur Sowjetzeit Aserbaidschan immer wieder Verletzung der Autonomie Bergkarabachs vor. Die Regierung der Republik Bergkarabach unter Gurkassjan glaubte nicht, dass es in Aserbaidschan für Bergkarabach eine wirkliche Autonomie geben kann, da diese schon während der Sowjetzeit verletzt worden sei und 1991 Aserbaidschan die Autonomie Bergkarabachs aufgehoben hat. Die Armenier sowohl in Armenien als auch in der Republik Bergkarabach sehen sich als eine Nation. Eine Rückkehr der aserbaidschanischen Flüchtlinge wird von der Regierung in Stepanakert abgelehnt und Armenien fordert die Unabhängigkeit Bergkarabachs von Aserbaidschan und mehr Kompromissbereitschaft von Seiten Bakus. Der damalige armenische Präsident Robert Kotscharjan erklärte 2003, Aserbaidschaner und Armenier könnten nicht im Rahmen eines Staates zusammenleben, da sie „ethnisch inkompatibel“ seien. Für diese Äußerung wurde Kotscharjan vom damaligen Generalsekretär des Europarats Walter Schwimmer kritisiert.

### Aserbaidschan
Aserbaidschan hat Vorwürfe bestritten, die Autonomie Bergkarabachs sei während der Sowjetzeit nicht gewahrt gewesen. Nach dem Krieg 1992 bis 1994 beansprucht Aserbaidschan weiterhin Bergkarabach als aserbaidschanisches Territorium. Eine Unabhängigkeit Bergkarabachs wird nicht anerkannt, sondern nur eine weitgehende Autonomie. Zudem wird die Rückgabe der besetzten, von Aserbaidschanern besiedelten Gebiete gefordert. Die aserbaidschanische Regierung drohte mehrfach mit einem erneuten Krieg, jedoch gibt es auch innerhalb Aserbaidschans Widerstände gegen den Versuch einer militärischen Lösung des Konflikts. So sehen die Öl- und Gasunternehmen, die in Aserbaidschan investiert haben, ihre Investitionen durch einen erneuten Krieg gefährdet.

### International
Der Europarat betrachtete Bergkarabach als ein von „separatistischen Kräften“ kontrolliertes Gebiet. In der am 20. Mai 2010 verabschiedeten Resolution No. 2216 begrüßte das Europäische Parlament, dass es zu Gesprächen zwischen den Staatspräsidenten Armeniens und Aserbaidschans gekommen war, und rief die Konfliktparteien zu einer Intensivierung ihrer Friedensbemühungen auf und allen Flüchtlingen – seien sie Armenier oder Aserbaidschaner – das Recht auf Rückkehr in ihre Wohnungen zu gewährleisten. Gleichzeitig rief es zur Stationierung internationaler Streitkräfte bis zu einer Klärung des Status von Bergkarabach parallel zu einem Rückzug der Armenier aus den besetzten aserbaidschanischen Gebieten auf. Der Sicherheitsrat der Vereinten Nationen bestätigte in drei Erklärungen, dass Bergkarabach zum aserbaidschanischen Gebiet gehört.
Im September 2011 verkündete der Außenminister von Uruguay, Luis Almagro, dass seine Regierung einen Prozess für eine offizielle Anerkennung der „Republik Bergkarabach“ begonnen hatte. Armenien, ohne dessen militärischen Beistand sich Arzach nicht hätte von Aserbaidschan lösen und für unabhängig erklären können, behielt sich die Option einer Anerkennung jahrelang ausdrücklich vor. Letztlich erkannte jedoch kein Staat die Unabhängigkeit der Republik Bergkarabach an.

## Bedeutung des Konfliktes für die beteiligten Staaten und darüber hinaus
Der Konflikt um Bergkarabach hat zum einen die Stabilisierung der ersten unabhängigen Republiken Armenien und Aserbaidschan zu Beginn des 20. Jahrhunderts behindert sowie die Einmischung dritter Mächte erlaubt, insbesondere der Türkei und Russlands, zuvor der Sowjetunion. Er wurde zum wesentlichen Bestandteil des Nationalbewusstseins beider Nationen, jenem Armeniens nach dem nicht zufriedenstellenden Kompromiss von 1921 und jenem Aserbaidschans nach dem erneuten Ausbruch des Konflikts Ende der 1980er Jahre. Außerdem war der Bergkarabachkonflikt eine der Ursachen für das Erstarken der Opposition in den beteiligten Sowjetrepubliken und den Zerfall der UdSSR in dieser Region.
Der Konflikt verstärkte seit Ende der 1980er Jahre Armenierfeindlichkeit in Aserbaidschan und Aserbaidschanerfeindlichkeit in Armenien. Die Auswirkungen des Krieges erreichten auch andere Länder wie die USA, wo es 2020 in Brentwood, Kalifornien bei Protesten vor dem aserbaidschanischen Konsulat zu einem Handgemenge zwischen armenischen und aserbaidschanischen Demonstranten kam. Im Jahr 2004 wurde ein armenischer Offizier namens Gurgen Markarjan bei einem NATO-Trainingsseminar in Budapest von einem Aserbaidschaner namens Ramil Səfərov mit einer Axt umgebracht. Als Ungarn Səfərov nach 8 Jahren Haft an Aserbaidschan übergab, war die Reaktion in Armenien Entsetzen, weswegen die Beziehungen zwischen den beiden Ländern vom damaligen armenischen Präsidenten Sersch Sargsjan für eine lange Zeit eingefroren wurden.